# Cnemaspis dringi
Cnemaspis dringi es una especie de escamosos de pequeño tamaño de la familia Gekkonidae.

## Distribución geográfica
Es endémica del norte de Borneo, en Indonesia.

## Estado de conservación
Se encuentra amenazada por la pérdida de su hábitat natural.